# Surinaamse parlementsverkiezingen 2020/Kandidatenlijst/Nickerie
Dit is de lijst van kandidaten voor de Surinaamse parlementsverkiezingen in 2020 in Nickerie. De verkiezingen vinden plaats op 25 mei 2020.
De onderstaande deelnemers kandideren op grond van het districten-evenredigheidsstelsel voor een zetel in De Nationale Assemblée. Elk district heeft een eigen lijsttrekker. Los van deze lijst vinden tegelijkertijd de verkiezingen van de ressortraden plaats. Daarvoor geldt het personenmeerderheidsstelsel. De kandidaten voor de ressortraden staan hieronder niet genoemd.

## Kandidaten
Hieronder volgen de kandidatenlijsten op alfabetische volgorde per politieke partij.

### Alternatief 2020(A20)
1. Mahinderpersad Ramnath
2. Chamara Sabajo
3. Eric Narine
4. Rutacia Grebbe
5. Louise Pregers

### Democratisch Alternatief '91(DA'91)
1. Wiedjawatie Badrie
2. Mohamed  Laloe
3. Sergio  Morsen
4. Sabira Sherali
5. Rajenderkoemar Somai

### Hervormings- en Vernieuwingsbeweging(HVB)
1. Soediana Kartosentiko
2. Naveen Tewarie
3. Michel Veira
4. Mohamad Abdul
5. Johannes Rakiman

### Nationale Democratische Partij(NDP)
1. Hanisha Jairam
2. Ebu Jones
3. William Waidoe
4. Erak Fatehmohamed
5. Rinesh Mangaldeen

### Nationale Partij Suriname(NPS)
1. Michel Dors
2. Rajen Prewien Bishar
3. Farida Millien King
4. Radjindrapersaud Churamon
5. Usia Zenovia Emanuelson

### Pertjajah Luhur(PL) /Algemene Bevrijdings- en Ontwikkelingspartij(ABOP)
1. Robertino Mangoenredjo (PL)
2. Ashwin Jagmohansingh (PL)
3. Moerseliem Sardha (PL)
4. Shailesh Hanoeman (ABOP)
5. Carlo Soemotinojo (PL)

### Surinaamse Partij van de Arbeid(SPA)
1. Orlando Kenneth Vinkwolk
2. Mellissa Katrina Damotta

### Vooruitstrevende Hervormings Partij(VHP)
1. Harriët Ramdien
2. Niesha Jhakry
3. Mohamedsafiek Gowrie
4. Stephen Madsaleh
5. Jeetendra Kalloe

Kandidaten per partij: A20 · 
ABOP · 
BEP · 
DA'91 · 
DNW · 
DOE · 
HVB · 
NDP · 
NPS · 
PALU · 
PL · 
PRO/APS · 
SDU · 
SPA · 
STREI! · 
VHP · 
VVD
Kandidaten per district: Brokopondo · 
Commewijne · 
Coronie · 
Marowijne · 
Nickerie · 
Para · 
Paramaribo · 
Saramacca · 
Sipaliwini · 
Wanica